# スクラッチライブ
スクラッチライブ（Scratch Live）は、セラート・オーディオ・リサーチ社が開発したDJ用ソフトウェアである。

## 概要
音楽ファイルを読み込み、再生することができるソフトである。マウスやキーボード操作により音楽のBPMや音高を簡単に変更したり、スクラッチなどのDJ特有の技巧を用いて再生することが出来る。